# Jan Voneš
Jan Voneš (* 30. Dezember 2000 in Rudíkov) ist ein tschechischer Radsportler.

## Sportlicher Werdegang
Jan Voneš begann seine sportliche Laufbahn mit Fußball. Nachdem ihm dieser Sport keinen Spaß mehr machte, wurde er 2014 Mitglied des Radsportvereins Favorit Brno. 2017 stand er als Junior erstmals bei tschechischen Meisterschaften auf dem Podium. 2021 wurde er zweifacher tschechischer Meister der Elite in Zweier-Mannschaftsfahren und Mannschaftsverfolgung. Im Jahr darauf errang er ebenfalls zwei nationale Titel, in Mannschaftsverfolgung und Ausscheidungsfahren.
2021 hatte Voneš sein Debüt bei Bahnweltmeisterschaften und belegte im Ausscheidungsfahren Platz elf. Bei den Bahnradsport-Europameisterschaften 2024 belegte er im Scratch Rang sechs.

## Erfolge

### Bahn
2021
- Tschechischer Meister – Zweier-Mannschaftsfahren (mit Denis Rugovac), Mannschaftsverfolgung (mit Pavel Kelemen, Jan Kraus und Nicolas Pietrula)

2022
- Tschechischer Meister – Ausscheidungsfahren, Scratch, Zweier-Mannschaftsfahren (mit Denis Rugovac), Mannschaftsverfolgung (mit Denis Rugovac, Petr Vavra und Nicolas Pietrula)

2023
- Tschechischer Meister – Zweier-Mannschaftsfahren (mit Denis Rugovac), Mannschaftsverfolgung